# 2019年鹿児島県議会議員選挙
2019年鹿児島県議会議員選挙（2019ねんかごしまけんぎかいぎいんせんきょ）は、2019年（平成31年）4月7日に投票が行われた鹿児島県議会の議員を改選するための一般選挙である。

## 概要
県議会議員の4年の任期満了に伴う選挙であり第19回統一地方選挙の一環として行われた。なお、鹿児島県議会議員選挙は1947年（昭和22年）4月に実施された第1回の選挙からいずれも統一地方選挙の日程で実施されている。

## 選挙データ
- 告示日:2019年3月29日
- 投開票日:2019年4月7日
- 改選議席数:51議席
- 選挙区:21選挙区（うち9選挙区で無投票）
- 立候補者:68名（うち11名が無投票当選）

自由民主党:38名
公明党:3名
日本共産党:3名
立憲民主党:2名
社会民主党:2名
国民民主党:1名
日本維新の会:1名
無所属:18名

## 選挙結果
自民党は3議席減の33議席となったが、引き継ぎ過半数を獲得した。公明党は議席の引き継ぎに成功し、勢力を維持した。社民党は1議席減となった。前回選挙で議席0となった旧民主党勢力のうち、国民民主党は議席を獲得できなかったが、立憲民主党は鹿児島市・鹿児島郡選挙区で最後の議席に滑り込んだ。また、県議会初の身体障害を抱える議員となった。共産党は議席の引き継ぎに成功し、新人が当選した。この新人議員は2016年鹿児島県知事選挙で三反園訓と政策合意を結び、立候補を取り止めた反原発活動家であることから注目を浴びた。日本維新の会は元衆議院議員の山之内毅を擁立したが落選、山之内はその後、政治団体「かごしま維新の会」の解散と自身の政界引退を表明した。

## 当選者
自民党 
 公明党 
 立憲民主党 
 共産党 
 社民党 
 無所属 
| 鹿児島市・鹿児島郡 | 桑鶴勉     | 柴立鉄平   | 下鶴隆央   |
| 鹿児島市・鹿児島郡 | 大園清信   | 藤崎剛     | 柳誠子     |
| 鹿児島市・鹿児島郡 | 長田康秀   | 森昭男     | 成尾信春   |
| 鹿児島市・鹿児島郡 | 松田浩孝   | 福司山宣介 | 上山貞茂   |
| 鹿児島市・鹿児島郡 | 平良行雄   | 寺田洋一   | 宝来良治   |
| 鹿児島市・鹿児島郡 | 岩重仁子   | 安楽英美   |            |
| 鹿屋市・垂水市     | 郷原拓男   | 前野義春   | 大久保博文 |
| 鹿屋市・垂水市     | 堀之内芳平 |            |            |
| 枕崎市             | 西村協     |            |            |
| 阿久根市・出水郡   | 中村泰子   |            |            |
| 出水市             | 小幡興太郎 | 伊藤浩樹   |            |
| 指宿市             | 小園成美   |            |            |
| 西之表市・熊毛郡   | 松里保廣   | 日高滋     |            |
| 薩摩川内市         | 田中良二   | 外薗勝蔵   | 遠嶋春日児 |
| 日置市             | 前原尉     | 東清剛     |            |
| 曽於市             | 瀬戸口三郎 |            |            |
| 霧島市・姶良郡     | 山田国治   | 中村正人   | 田之上耕三 |
| 霧島市・姶良郡     | 鶴丸明人   |            |            |
| いちき串木野市     | 吉留厚宏   |            |            |
| 南さつま市         | 園田豊     |            |            |
| 志布志市・曽於郡   | 西高悟     |            |            |
| 奄美市             | 永井章義   | 向井俊夫   |            |
| 南九州市           | 田畑浩一郎 |            |            |
| 伊佐市             | 池畑憲一   |            |            |
| 姶良市             | 米丸麻希子 | 酒匂卓郎   |            |
| 薩摩郡             | 白石誠     |            |            |
| 肝属郡             | 鶴田志郎   |            |            |
| 大島郡             | 禧久伸一郎 | 寿肇       |            |

### 補欠選挙
| 年     | 月  | 選挙区           | 当選者     | 当選政党 | 欠員     | 欠員政党   | 欠員事由           |
| ------ | --- | ---------------- | ---------- | -------- | -------- | ---------- | ------------------ |
| 2020年 | 7月 | 薩摩川内市選挙区 | 鶴薗真佐彦 | 無所属   | 田中良二 | 自民党     | 薩摩川内市長選出馬 |
| 2022年 | 3月 | 伊佐市選挙区     | 池畑知行   | 自民党   | 池畑憲一 | 自民党     | 辞職               |
| 2022年 | 7月 | 鹿児島市選挙区   | 岩重礼     | 自民党   | 下鶴隆央 | 無所属     | 鹿児島市長選出馬   |
| 2022年 | 7月 | 鹿児島市選挙区   | 外城戸昭一 | 自民党   | 柳誠子   | 立憲民主党 | 参院選出馬         |